# 섀넌 쿡
섀넌 쿡(Shannon Kook, 1987년 2월 8일 ~ )은 남아프리카 공화국의 배우이다.